# バッタを捕まえる少年とサソリ
『バッタを捕まえる少年とサソリ』（バッタをつかまえるしょうねんとサソリ）は、イソップ寓話のひとつ。ペリー・インデックス199番。

## あらすじ
ある少年がイナゴを捕まえていた。虫籠にはかなりの数が集まっていた。そんな時少年は、イナゴと間違えてサソリに手を伸ばそうとした。するとサソリは、鋭い毒針を振り立てて彼に言った。 「さあ、捕まえてごらん。君のイナゴを全部失う覚悟があるならね。」

## 教訓
善人にも悪人にも同じように振る舞ってはならない。